# Бобр (городской посёлок)
Бобр (бел. Бобр) — городской посёлок в Крупском районе Минской области Беларуси, на реке Бобр. Административный центр Бобрского сельсовета.
Численность населения — 858 человек (на 1 января 2025 года).
26 августа 2023 года территория городского посёлка Бобр включена в состав Бобрского сельсовета.

## Географическое положение
Бобр расположен в 120 км на северо-восток от Минска. Бобр находится в 10 км от Крупок, в 2 км от железнодорожной станции Бобр на линии Минск-Орша.
Менее чем в километре расположен одноимённый посёлок Бобр.
Протекает река Бобр.

## Этимология
Название пошло от реки Бобр, на которой стоит посёлок. Несмотря на очевидную связь с бел. бабёр речное название Бобр может быть и балтского происхождения.
На это указывает название реки Бобруйя (>Бобруйка), что утекает в Березину ниже устья Бобра. В ней корень Babr- (< Bebr-) связан с литовским babras, bebras «бабёр» и расширен балтским гидронимическим формантом -j-. Этот же корень в литовских гидронимах Babrūngas, Babrūnė, Babrinis, Babrūtė. Далее до индоевропейского корня *bhe-bhros «бабёр».
Такого же бессуфиксального образования, что и название Бобр, также наревская Бебжа (< Bebrza < Bebra), верхнеднепровская Бебря, литовская Bebrė.

## Геральдика
Бобр в прошлом владение князей Огинских.
Герб Бобра утверждён 1 января 1762 года (по данным А. Громыко герб утверждён в 1735 году, а в 1762 году подтверждён).
Описание — на синем поле два одетых в рыцарские латы короля, держащие в руках пальмовые ветви. Короли символизируют Святых князей Бориса и Глеба.

## История

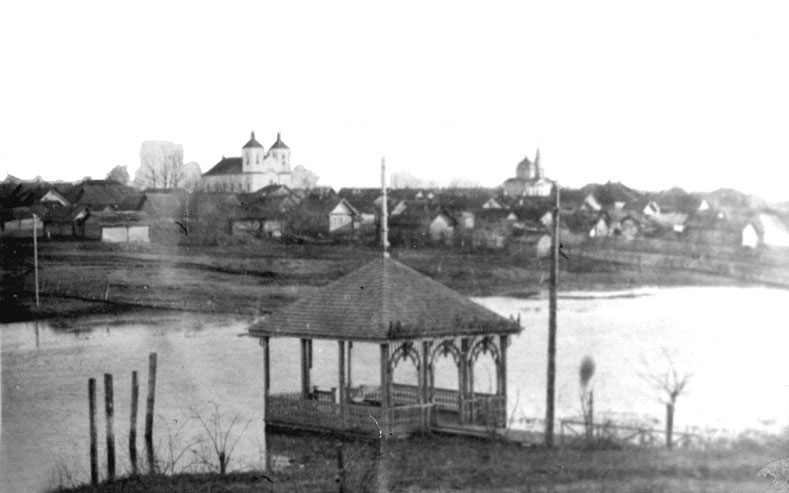
Панорама Бобра (1918 год)

Первое письменное упоминание о Бобре, как о селе Забобровье, датируется 1516 годом, когда князь Иван Друцкий-Красный завещал его вместе с Соколовичами и Недоходовым своей жене Марине из рода князей Заславских.
Селение Бобр возникло благодаря большому торговому пути, пролегавшему с запада на восток, с разрешения великого князя литовского Сигизмунда Августа, посредством усилий значимого государственного деятеля Иеронима Александровича Ходкевича. В 1559 году местечко упоминается уже как владение Ходкевичей.
В 1561 году, после смерти Иеронима Ходкевича, селение достаётся в наследство его единственному сыну — Яну, выдающемуся военачальнику времён Ливонской войны.
В 1573 году Ян Ходкевич передал Бобр в заклад одной из шести своих сестёр, Кристине, и её мужу, Станиславу Пацу. Согласно инвентарю этой передачи, в Бобре на тот момент насчитывалось 71 двор, мельница и гостиный двор.
После смерти Паца, в 1588 году, сын Яна Ходкевича Александр передал закладное право на Бобр Льву Сапеге. От него закладное право перешло к Станиславу Глинскому, и далее — к Кшиштофу Комару. В 1614 году Александр Ходкевич окончательно продал отягощённое долгами владение Кшиштофу Комару. Согласно составленной при этом инвентарной описи имущества, за прошедший 41 год население Бобра выросло, по обоим берегам реки находилось 180 дворов. Мост и мельница с двумя колёсами сдавались в аренду.
Около 1614 года впервые упоминается бобрская церковь и священник Фёдор, который владел двором волокой, свободной от всяких податей.
В 1636 году владелец Бобра умер, и далее селение выпало из источников на несколько десятилетий. В эпоху исторической Польши Бобр — местечко Трокского воеводства, Оршанского уезда. В результате противостояния России и Речи Посполитой, в период с 1654 по 1667 годы количество дворов в Бобре уменьшилось с 213 до 95.
Далее Бобр перешёл во владения Сапег. В то время там действовала униатская церковь и находился княжеский двор Сапег. В 1700 году Бенедикт Сапега заложил Бобр Яну Казимиру Лендорфу. Весной 1702 года подскарбий великий литовский Бенедикт Павел Сапега перешел на сторону шведского короля Карла XII и поддержал его в войне против польского короля Августа Сильного. Бенедикт Сапега участвовал в военной кампании Карла XII в Польше. Сейм в 1703 году лишил Бенедикта Сапегу всех должностей и титулов. В августе 1707 года Бенедикт Павел Сапега скончался в Берлине, при дворе прусского короля Фридриха I. В 1708 году через Бобр прошли шведы.
После смерти Лендорфа его вдова, Кристина Абрамович, вышла замуж вторично — за Мартина Михаила Огинского. Посредством этого брака Бобр перешёл во владение князей Огинских. В 1750 году Бобр принадлежал старшему сыну Игнатию, женой которого стала троюродная сестра Алёна, дочь Казимира Доминика Огинского. Во времена Алёны и Игнатия в Бобре наступил период расцвета. Селение насчитывало около 100 дворов и было крупнейшим в округе. Огинские основали костёл Божьей Матери, который функционировал с 1760 года. В то время Бобр был центром князей Огинских.
В 1762 году местечко получило права города и собственный герб. 1 декабря 1762 года король и великий князь Август III дал Бобру Магдебургское право и герб: «в голубом поле две вооруженные фигуры святых Глеба и Бориса в коронах».
В 1763 году вдова Алёна перепродала Бобр своему племяннику, Михаилу Казимиру Огинскому. Потом Бобр перешёл к Ксаверию Огинскому. Некоторое время владение, насчитывающее 228 дворов, и отягощённое долгами Михаила Казимира, находилось в аренде у Франциска Друцкого-Любецкого.
В результате второго раздела Речи Посполитой в 1793 году Бобр оказался в составе Сенненского уезда Могилёвской губернии Российской империи. Была отменена церковная уния, шляхта присягнула на верность императрице Екатерине II.
В 1803 году владельцем Бобра стал Михаил Клеофас Огинский.
Во время Отечественной войны 1812 года в Бобре размещался французский гарнизон, совершенно разоривший селение. При отступлении, ночь с 12 на 13 ноября Наполеон провёл в Бобре. Сохранилась запись, сделанная копысским поветовым маршалком, предводителем дворянства в 1813 году, свидетельствующая о том, что Бобр был сожжён французскими войсками

со всеми улицами, церковью грекоуниатскою, с мельницами, плотинами и многими в господарском дворе строениями

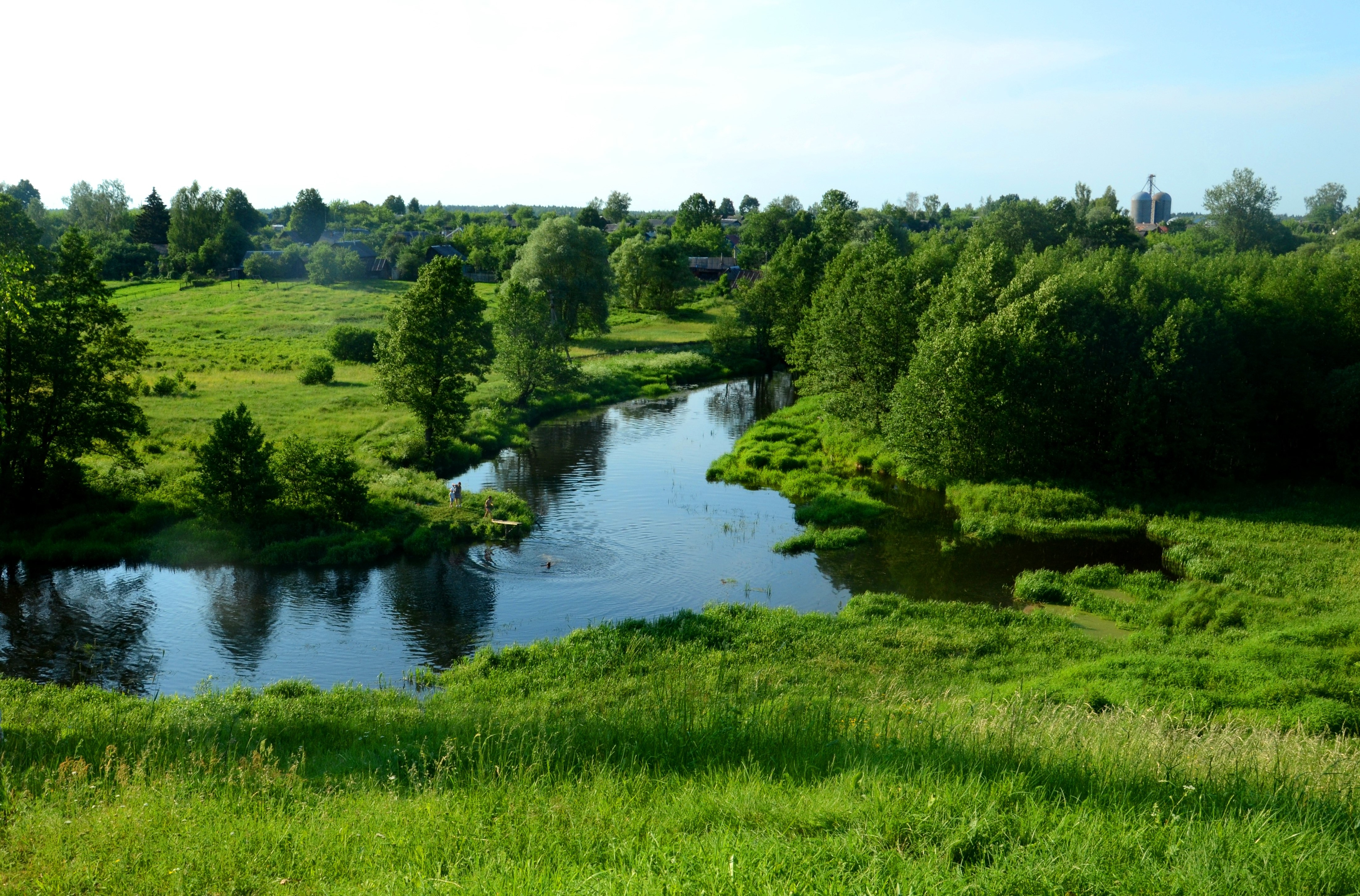
Вид на реку Бобр со стороны усадьбы художника Алеся Пушкина в посёлке Бобр.

В 1863 году Бобр насчитывал 1,1 тысяч жителей.
В 1938 году город формально стал селом, а с 1941 года Бобр стал посёлком городского типа.
Бобр был занят немцами в июле 1941 года, и оккупация продлилась до 27 июня 1944 года. Евреев посёлка и ближних деревень сначала согнали в гетто, а в сентябре-октябре 1941 года расстреляли (около 1000 человек). Недалеко от места расстрела установлен памятник.
В 1969 году в посёлке жило более 3-х тысяч человек.
В период перестройки произошёл постепенный пересмотр политики государства по отношению к церкви, и в Бобре, в 1991 году началось воссоздание Николаевской церкви, разрушенной в 1928 году, деревянные конструкции которой были вывезены в Украину с целью продажи, а кирпичом и камнями вымощены улицы Бобра.
26 августа 2023 года территория городского посёлка Бобр включена в состав Бобрского сельсовета.

## Население
- 2018 год — 931 человек
- 2022 год — 1 059 человек, 470 хозяйств
- 2023 год — 896 человек[13]
- 2025 год — 858 человек[4]

## Экономика
Промышленность представлена лёгкой, деревообрабатывающей и пищевой. В Бобре функционирует деревообрабатывающий комбинат. Бывший совхоз «Бобр», вошедший в состав СПК «Бобр-Агро», в 2004 году был преобразован в структурное подразделение одной из крупнейших сельскохозяйственных организаций Крупского района ОАО «Кленовичи». В 2008 году в состав предприятия в качестве производственного участка был включен Бобрский спиртзавод. В Бобре действует 2 молочно-товарных комплекса по производству молока на 1900 голов с выращиваем молодняка КРС на 1500 голов.

## Культура
- Дом культуры
- Историко-краеведческий музей ГУО "Бобрская средняя школа имени А. В. Луначарского Крупского района"[16]

## Достопримечательность
- Кладбище еврейское
- Усадьба (XIX в.)
- Памятник на месте гибели Героя Советского Союза В. М. Чеботарёва[17]
- Свято-Николаевская церковь (построена в 1992-1995 гг.)

### Памятник, скульптура
- Памятник В. И. Ленину
- Памятник В. М. Чеботарёву (открыт 24 июня 1973 года)[18]
- Памятник погибшим воинам-освободителям

### Утраченное наследие
- Николаевская церковь (1842-1928)
- Костёл Св. Девы Марии (нач. XX в.)

## Известные лица
- Кононов Михаил Дмитриевич — подполковник Советской Армии, участник Великой Отечественной войны, Герой Советского Союза
- Кисляков Иван Андреевич — белорусский экономист-аграрник, профессор
- Пушкин Алесь — белорусский живописец, театральный художник